# Crown Court
Crown Court er en domstol for straffesager i England og Wales. Domstolen blev oprettet i 1972. Der er omkring 90 tingsteder, der oprindeligt var fordelt på otte regioner. Dette er nu reduceret til seks regioner. 

## Appelsager
Sager fra Crown Court kan efter sagens natur appelleres til Appeldomstolen for England og Wales eller til Queen's Bench Division i Landsretten for England og Wales

## Civile retssager
Civile sager på samme niveau behandles af Landsretten for England og Wales.